# Wapen van Guerrero

Het wapen van Guerrero is het officiële symbool van Guerrero, een van de staten van Mexico.
Het wapen bestaat uit een schild gekroond door een indianenkroon met elf veren in verschillende kleuren. Centraal in het wapen staat een bewapende tijgerkrijger, een lid van een elitekorps van Azteekse soldaten.
Het wapen staat centraal in de vlag van Guerrero.